# Coppelion
Coppelion (コッペリオン Kopperion?) es una serie de manga japonés de ciencia ficción escrita por Tomonori Inoue que se publica en la revista semanal Young Magazine. La historia trata de tres chicas diseñadas genéticamente para resistir la radiación, que son enviadas a Tokio, después de que la ciudad fue contaminada por un accidente nuclear.

## Medios

### Manga
Coppelion comenzó la serialización en la revista seinen semanal Weekly Young Magazine en 2008. Hasta el 1° de mayo de 2015, 23 volúmenes han sido publicados por Kodansha.

### Anime
En septiembre de 2010, en la edición 40 de Weekly Young Magazine anunció que una adaptación de anime del manga tenía luz verde. Esta serie que consta de 13 capítulos está finalizada 

### Banda sonora

#### Opening
Angel-Angela

#### Ending
Tooku Made-Angela